# Championnat d'Algérie de basket-ball 2005-2006
Navigation
Saison précédente Saison suivante
La saison 2005-2006 du Championnat d'Algérie de basket-ball est la 44e édition de la compétition.

## Clubs participants

### Participants 2005-2006
- NA Hussein Dey
- AS PTT Alger
- WA Boufarik
- GS Pétroliers
- NB Staoueli
- CRB Dar Beida
- WB Aïn-Bénian
- CRB Temouchent
- AU Annaba
- JSB M'Sila
- NA Rouiba
- COBB 68

## Compétition
Le barème de points servant à établir le classement se décompose ainsi :
- Victoire : 2 points
- Défaite : 1 point
- Forfait et match perdu par pénalité : 0 point